# Георгіївська селищна рада
Георгіївська селищна рада — колишній орган місцевого самоврядування в ліквідованому Лутугинському районі Луганської області. Адміністративний центр — селище міського типу Георгіївка.

## Загальні відомості
Георгіївська селищна рада утворена в 1920 році. Ліквідована у 2020 році. Територією ради протікає річка Вільхівка.

## Населені пункти
Селищній раді підпорядковані населені пункти:
- смт Георгіївка
- с. Переможне

## Склад ради
Рада складається з 30 депутатів та голови.

### Керівний склад ради
| ПІБ                       | Основні відомості                                                                      | Дата обрання | Дата звільнення |
| ------------------------- | -------------------------------------------------------------------------------------- | ------------ | --------------- |
| Орт Валерій Анатолійович  | Селищний голова, 1944 року народження, безпартійний                                    | 26.03.2006   | 01.01.2010      |
| Нікітіна Олена Миколаївна | Селищний голова, 1967 року народження, освіта середня спеціальна, член Партії регіонів | 20.06.2010   | 31.10.2010      |
| Нікітіна Олена Миколаївна | Селищний голова, 1967 року народження, освіта середня спеціальна, член Партії регіонів | 31.10.2010   |                 |

Примітка: таблиця складена за даними джерела